# Eurysternus
Eurysternus là một chi trong phân họ Scarabaeinae, họ Scarabaeidae. Hiện có 53 loài đã được xếp vào chi này.